# Халав Исраэль
Халав Исраэль (ивр. חלב ישראל‎) (англ. Cholov Yisroel) — термин в иудаизме, обозначающий молоко и молочные продукты, включая сыр и молочный порошок, произведенные под наблюдением еврея.
Согласно Галахе, молоко является кошерным только от кошерных животных (например, коров и овец). Молоко от трефных животных (лошадей и верблюдов) является некошерным.
Поскольку иногда не удавалось точно установить источник молока, раввины приняли постановление, запрещающее употреблять молоко, произведённое неевреями. Такое молоко называется «халав акум» или «халав нохри». Если же еврей наблюдал за дойкой, молоко было разрешено к употреблению
.
Многие раввины разрешают использовать молоко, покупаемое в магазинах нееврейских стран, поскольку государство следит за производством молока и запрещает добавлять молоко некошерных животных в коровье молоко, такое молоко называется «халав стам».